# Mike Wells (fotograf)
Mike Wells (* 1951 v Mtarfa, Mali) je britsko-malijský fotograf. Je držitelem World Press Photo 1980 v hlavní kategorii Fotografie roku. Autorova vítězná fotografie pořízená v dubnu 1980 zachytila ruku bílého misionáře v severovýchodní Ugandě, jak bere velmi tenkou ruku hladovějícího afrického dítěte.